# Margaret Mead
Margaret Mead (Filadélfia, 16 de dezembro de 1901 — Nova Iorque, 15 de novembro de 1978) foi uma antropóloga norte-americana, considerada uma expoente do ramo da Antropologia conhecido como escola cultural dos Estados Unidos. Se destacou pelos estudos sobre infância e adolescência, sobre a relação entre cultura e personalidade e sobre as diferenças nos papéis de gênero. Também ganhou notoriedade como comentadora cultural, sendo frequentemente convidada para participações em jornais e programas televisivos de seu país natal entre as décadas de 1960 e 70.

## Vida pessoal
Nascida na Pensilvânia, foi criada na cidade de Doylestown. Seu pai, Edward Sherwood Mead, era professor universitário e sua mãe, Emily Mead, era socióloga e ativista social. 
Casou-se três vezes. Primeiro, entre 1923 e 1928, com o antropólogo Luther Cressman. Logo em seguida, entre 1928 e 1936, com o antropólogo neozelandês Reo Fortune. O casamento mais longo de Mead foi com o também antropólogo Gregory Bateson, entre 1936 e 1950, com quem teve uma filha, Mary Catherine Bateson. Mary exerce a mesma profissão dos pais. A neta de Mead, Sevanne Margaret Kassarjian, é atriz de teatro e televisão e trabalha profissionalmente sob o nome artístico de Sevanne Martin.
De 1955 até o fim de sua vida, viveu com a antropóloga Rhoda Métraux.

## Vida profissional
Graduou-se em Psicologia e em Antropologia no Barnard College, Columbia University em 1923, terminando seu doutorado em 1929 na mesma universidade. 
Em 1925, realizou trabalho de campo com adolescentes em Samoa, na Polinésia, que resultou em seu primeiro livro, Coming of age in Samoa: A psychological study of primitive youth for western civilisation. Em 1926, começou a trabalhar no Museu Americano de História Natural, em Nova Iorque, primeiro como curadora e, entre os anos de 1946 e 1969, como diretora de etnologia. 
Começou a atuar como pesquisadora e professora no Departamento de Antropologia da Universidade de Columbia em 1940, onde se tornou professora-adjunta em 1954. Também ofereceu cursos em outras universidades dos Estados Unidos, entre elas a New School for Social Research, a Universidade Fordham e a Universidade de Rhode Island. Seguindo o exemplo de sua instrutora, Ruth Benedict, concentrou seus estudos em problemas relacionados à infância, à personalidade e à cultura.
Durante a Segunda Guerra Mundial, tal qual outros cientistas sociais, assumiu diversas responsabilidades em organizações e comitês relacionados à Guerra. Participou do Committee for National Morale, órgão criado pela administração de Franklin D. Roosvelt com o objetivo de estudar a moral do país durante o conflito e propor propagandas e estratégias apropriadas para mantê-la. Em 1943, foi secretária executiva do Comitê de Hábitos Alimentares do Conselho Nacional de Pesquisa dos Estados Unidos. Esse grupo reunia profissionais de diversas especialidades preocupados em promover melhorias na educação alimentar do referido país durante a Guerra. Em 1944, fundou o Institute for Intercultural Studies, que tinha como objetivo “avançar o conhecimento sobre diversos povos e nações do mundo, com especial atenção àqueles povos e aos aspectos da vida deles que, mais provavelmente, poderá influenciar as relações interculturais e internacionais que eles desenvolvem”. 
Entre os anos de 1946 e 1953, Margaret Mead integrou o grupo reunido sob o nome de Macy Conferences, contribuindo para a consolidação da teoria cibernética ao lado de outros cientistas renomados: Arturo Rosenblueth, Gregory Bateson, Heinz von Foerster, John von Neumann, Julian Bigelow, Kurt Lewin, Lawrence Kubie, Lawrence K. Frank, Leonard J. Savage, Molly Harrower, Norbert Wiener, Paul Lazarsfeld, Ralph W. Gerard, Walter Pitts, Warren McCulloch e William Ross Ashby; além de Claude Shannon, Erik Erikson e Max Delbrück.
Em 1970, a National Educational Television, rede televisiva educacional posteriormente conhecida como Public Broadcasting Service (PBS), realizou um documentário em comemoração aos quadragésimo aniversário da expedição de Mead a Papua-Nova Guiné. O filme leva Mead novamente ao país, onde ela reencontra sujeitos que colaboraram com sua pesquisa. O documentário contrasta a situação social da Papua-Nova Guiné no início dos anos 1930 com aquele encontrado no final dos anos 1960, ao mesmo tempo que reflete sobre como, nesse período de quarenta anos, o papel do antropólogo enquanto pesquisador de culturas também mudou.

## Coming of age in Samoa(1928)
O primeiro trabalho etnográfico de Margaret Mead, realizado no ano de 1926, descrevia a vida das jovens e das mulheres da ilha de Tau, no arquipélago de Manu’a em Samoa. Naquele período, cerca de 600 pessoas moravam na ilha. Mead se familiarizou, viveu, observou e entrevistou (através de um intérprete) 68 mulheres jovens entre os 9 e os 20 anos.  Posteriormente, o trabalho fora publicado nos Estados Unidos sob o título Coming of age in Samoa, em 1928. No livro, Mead analisava como as crianças samoanas, especialmente as meninas, eram educadas e preparadas para lidarem com questões relacionadas à sexualidade, à dança, ao desenvolvimento da personalidade, à compreensão de conflitos e, finalmente, a chegada à vida adulta. A antropóloga também faz questão de contrastar a adolescência em Samoa com o mesmo período da vida nos Estados Unidos. No prólogo Coming of age in Samoa, o mentor de Margaret Mead, Franz Boas, escreveu acerca da importância da obra:
Cortesia, modéstia, boas maneiras, conformidade são universais para os padrões éticos definitivos, mas o que constitui a cortesia, a modéstia, as boas maneiras e os padrões éticos definitivos não é universal. É instrutivo saber que os padrões diferem nas formas mais inesperadas.
Franz Boas quis realçar que, no momento da publicação, muitos americanos haviam começado a discutir os problemas enfrentados pelos jovens (especialmente as mulheres) quando passam pela adolescência como "períodos inevitáveis de ajustamento". Boas sentia que um estudo dos problemas enfrentados pelos adolescentes numa outra cultura seria esclarecedor.
A própria Margaret Mead descreveu o objetivo da investigação da seguinte maneira: "Tratei de dar resposta à questão que me enviou a Samoa: Os distúrbios que angustiam os nossos adolescentes devem-se à natureza própria da adolescência ou à civilização? Sob diferentes condições a adolescência apresenta diferentes circunstâncias?".
Dessa forma, o livro lidava com questões tipicamente antropológicas, como a relação entre natureza e cultura, ao passo que se perguntava se as dificuldades pessoais e subjetivas relacionadas com a adolescência eram comuns à biologia humana ou se eram processos culturais conformados pelas particularidades de cada sociedade. Para Mead, a infância, a adolescência e as relações de gênero e de sexualidade eram moldadas pelas práticas culturais. 
De forma geral, a antropóloga concluiu que a passagem da infância à adolescência na Samoa era uma transição suave e não estava marcada pelas angústias emocionais ou psicológicas, e a ansiedade e confusão observadas nos Estados Unidos. Ela sugere que a comunidade samoana a qual estudou ignora tanto os meninos, quanto as meninas até por volta dos 15 anos. Antes disso, as crianças não eram criadas de modo severo, nem recebiam punições, o que seria, segundo a antropóloga, um contraste com a criação realizada no seu país de origem. Mead também concluiu que o casamento em Samoa, naquele período, dizia respeito a arranjos sociais e econômicos, nos quais se levavam em conta a posição social e as capacidades de trabalho do marido e da esposa. 
Como Boas e Mead esperavam, este livro indispôs os ânimos de muitos ocidentais quando apareceu pela primeira vez, em 1928. Muitos leitores americanos ficaram em choque pela observação de que as jovens mulheres samoanas adiavam o casamento por muitos anos enquanto desfrutavam do sexo ocasional, mas que, uma vez casadas, assentavam e criavam com êxito os próprios filhos.

### Críticas realizadas por Derek Freeman
Em 1983, cinco anos depois da morte de Mead, John Derek Freeman publicou Margaret Mead e Samoa: a construção e destruição de um mito antropológico, livro no qual argumentava contrariamente aos principais achados de Mead em Coming of Age in Samoa. Freeman baseou sua crítica nos quatro anos de trabalho de campo que realizou em Samoa e em entrevistas realizadas com as informantes sobreviventes da época de Mead. Segundo a argumentação do antropólogo, a autora não havia compreendido aspectos essenciais da cultura samoana ao argumentar que ela não impunha restrições à sexualidade dos jovens. A maior fonte de discordância dizia respeito ao lugar do sistema taupou na sociedade samoana. Segundo Mead, o sistema taupou consistia numa virgindade institucionalizada, exclusivamente, para as mulheres jovens de alto estatuto social. Segundo Freeman, todas as mulheres samoanas seguiam o sistema taupou e as informantes de Mead entrevistadas negaram ter estado envolvidas em sexo ocasional quando eram jovens e declararam ter mentido a Margaret Mead.
O livro de Freeman foi recebido de maneira controversa, sendo alvo de diversas críticas por parte da comunidade antropológica estadunidense. Em primeiro lugar, especularam acerca do facto de que Freeman tivesse esperado que Margaret Mead morresse para publicar a crítica de forma que ela não pudesse responder. Ainda em 1983, defensores de Margaret Mead ligados à American Anthropological Association realizaram uma sessão especial, na qual foi defendido que o trabalho de Freeman era “mal escrito, pouco científico, irreponsável e enganoso”.
Por um lado, houvesse quem argumentasse que as informantes originais de Mead eram, então, mulheres idosas, já avós, que tinham se convertido ao cristianismo. Para embasar tais ideias, se fiavam na afirmação de que a cultura samoana havia mudado consideravelmente nas décadas seguintes à investigação original de Mead e que, depois da intensa actividade missionária, muitos samoanos haviam adoptado exactamente os mesmos padrões sexuais dos americanos que tinham anteriormente ficado tão chocados com o livro de Mead. Sugeriram que, como mulheres nesse novo contexto, era inaceitável falar francamente acerca do comportamento adolescente (note-se também que uma das entrevistadas de Freeman deu a nova fé como razão para admitir a o erro do passado). Havia também o argumento de que aquelas mulheres não seriam tão francas e honestas acerca da sexualidade quando falavam com um homem mais novo, como haveriam sido ao falar com uma mulher jovem.
Em 1985, Eleanor Leacock viajou à Samoa e realizou trabalho de campo entre jovens vivendo em áreas urbanas. A antropóloga argumentou que o campo de Freeman havia sido realizado em uma área urbana, enquanto o de Mead dizia respeito à uma ilha que, no período, ainda não havia sido colonizada.
Por outro lado, havia também antropólogos, como Richard Goodman e Tim Omera, especializados na cultura de Samoa, que argumentaram a favor do trabalho de Freeman.
 

Freeman continuou argumentando a favor de seu ponto na publicação de 1999, A fatídica fraude de Margaret Mead: uma análise histórica da  investigação samoana. Nesse novo livro, Freeman havia incluído materiais novos, até então nunca apresentados publicamente. Segundo o jornal The New York Times, na época da morte de Freeman, seus achados já seriam mais aceitos. Ainda assim, novas críticas a Freeman surgiram após seu falecimento. Tais críticas apontavam principalmente para o modo como Freeman representou, de maneira errônea, segundo os defensores dessa opinião, a pesquisa e o ponto de vista de Mead. Avaliando o intenso debate entre Freeman e o trabalho de Mead, o antropólogo Paul Shankman conclui:
“Agora existe um grande corpo de críticas a Freeman, de um sem número de perspectivas antropológicas nas quais Mead, Samoa e a antropologia aparecem de outras maneiras do que aquelas mostradas no trabalho de Freeman. De fato, a grande importância dada por Freeman à sua própria crítica parece, para muitos críticos, ‘muito barulho para nada’”.

## Sexo e temperamento em três sociedades primitivas (1935)
Outro livro extremamente influente de Mead foi Sexo e Temperamento em Três Sociedades Primitivas. Este converteu-se na principal pedra angular do movimento de libertação feminina do período em que foi lançado, desde que assegurou que as mulheres eram as que dominavam na tribo Tchambuli (agora Chambri) de Papua-Nova Guiné (no Pacífico Oeste) sem causar nenhum problema em especial. A carência de dominação masculina poderá ter sido o resultado da proibição da guerra por parte da administração australiana. De acordo com investigações contemporâneas, os homens dominam em toda a Melanésia (embora alguns creiam que as bruxas têm poderes especiais). Outros discutiram que, todavia, há grande diversidade cultural ao longo da Melanésia e, especialmente, na grande ilha da Nova Guiné. Por outro lado, os antropólogos frequentemente não entendem a importância das redes de influência política entre as mulheres. As instituições de domínio masculino formal, típicas de algumas áreas de alta densidade populacional, não estavam presentes da mesma forma, por exemplo, em Oksapmin (província do oeste de Sepik), uma área de população mais escassa. Os padrões culturais ali eram diferentes, digamos, dos de Mt. Hagen. Eles eram mais próximos àqueles descritos por Mead.
Mead indicou que a gente de Arapesh era pacifista, embora notasse que, eventualmente, guerreavam. Por outro lado, as suas observações acerca da forma de compartir as parcelas entre os Arapesh, o ênfase igualitário na criança infantil e as relações predominantemente pacíficas mantidas entre parentes, eram muito diferentes às exibições de domínio de "grande homem" que estavam documentadas em culturas mais estratificadas de Nova Guiné, por exemplo, por Andrew Strathern. Estas observações implicavam, realmente, como ela escreveu, um padrão cultural.
Quando Margaret Mead descreveu a sua investigação aos estudantes na Universidade de Columbia, expôs sucintamente quais haviam sido os objectivos e conclusões. Um relato de primeira mão de um antropólogo que estudou com Mead nos anos 1960 e anos 1970, forneceu a seguinte informação:
1. Citações de Mead no Sexo e Temperamento em Três Sociedades Primitivas. "Ela explicou que ninguém conhecia em que grau o temperamento está biologicamente determinado pelo sexo, de modo que esperava ver se havia factores culturais ou sociais que afectassem o temperamento. Eram os homens inevitavelmente agressivos? Eram as mulheres inevitavelmente caseiras? Resultou que as três culturas com que conviveu na Nova Guiné eram um laboratório quase perfeito, pois encontravam-se cada uma das variáveis que associamos com masculino e feminino numa configuração diferente da da nossa sociedade. Ela disse que esse facto a havia surpreendido e que não era o que ela esperava encontrar, mas aconteceu.
- Entre os Arapesh, tanto homens como mulheres eram de temperamento pacífico e nem os homens nem as mulheres faziam a guerra.
- Entre os Mundugumor, a realidade era precisamente o contrário: tanto homens como mulheres eram de temperamento bélico.
- E os Tchambuli eram diferentes dos anteriores. Os homens embonecavam-se e gastavam o tempo a arranjarem-se, enquanto as mulheres trabalhavam e eram práticas - o oposto do que parecia ser a América no início do século XX."

2. Citações de Mead no Crescendo na Nova Guiné. "Margaret Mead contou-nos como chegou ao problema de investigação no qual baseou o Crescendo na Nova Guiné. Ela raciocinou assim: se os adultos primitivos pensam de uma forma animista, como Piaget diz que as nossas crianças o fazem, como pensam as crianças primitivas?
- Na sua investigação na ilha de Manus da Nova Guiné, descobriu que as crianças 'primitivas' pensam de uma forma muito prática e começam a pensar em termos de espíritos à medida que vão crescendo."

## Outras contribuições
Realizou trabalho de campo em Bali, na Indonésia, durante a segunda metade da década de 1930, junto de Gregory Bateson. Essa pesquisa deu origem a diversas contribuições audiovisuais e imagéticas, como o ensaio fotográfico Balinese character: a protographic analysis (1942) e o documentário Trance and dance in Bali (1951). Dessa forma, Mead também contribuiu para o campo da antropologia visual.
A antropóloga também formulou críticas aos testes de inteligência em voga no seu período de vida. Tais testes, conforme defende a antropóloga em The Methodology of Racial Testing: Its Significance for Sociology (1926), tinham como único objetivo comprovar hierarquias sociais e raciais. Mead questionava a validade científica desses testes, apontando que diversos outros fatores possivelmente os influenciariam, tais como o acesso ao ensino, a estruturação familiar e o status socioeconômico. 